# Стокке, Ивар
Ивар Гуннар Стокке (норв. Ivar Gunnar Stokke, 26 января 1911, Кристиансунн — 22 июля 1993, Осло) — норвежский борец греко-римского стиля, призёр чемпионата Европы.

## Биография
Родился в 1911 году. В 1936 году принял участие в Олимпийских играх в Берлине, но неудачно. В 1939 году завоевал серебряную медаль чемпионата Европы.
Во время Второй мировой войны в 1943 году был арестован оккупационными властями и помещён в концентрационный лагерь Грини, откуда был депортирован в Германию. После войны вернулся на родину.